# Ратник (газета)
«Ратник» — періодичне видання, газета Національної гвардії України.

## Історія
Історія «Ратника» розпочалася 5 жовтня 1951 року, коли вийшов перший номер газети «Воин-чекист».  З 10 червня 1955 року видання змінило назву і почало називатися «Советским часовым».  Під цією назвою газета виходила до 1991 року. 
Після розпаду Радянського Союзу і поділу Внутрішніх військ на війська внутрішньої та конвойної охорони та Національну гвардію України газета тимчасово припинила вихід у світ. Але так тривало недовго. Вже 17 червня 1992 року виходить перший номер «Ратника» – додатка до газети МВС України. 
У 2000 році «Ратник» із додатку перетворився на самостійне видання – газету Внутрішніх військ МВС України, з квітня 2010 року газета мала власний сайт у Інтернеті www.ratnik.gov.ua., який, на жаль, було призупинено у 2016 році. З 2016 року газета випускається у кольорі.
Сьогодні редакція газети «Ратник» є структурним підрозділом Іміджево-видавничого центру Національної гвардії України, створеного у травні 2008 року. До його складу також входила редакція журналу «Слово честі», нині це окремий підрозділ.
1 січня 2018 періодичне видання припиноло своє існування.

## Над «Ратником» працюють
- Підполковник Сергій Дідик, відповідальний редактор
- Майор Ольга Долженко, відповідальний секретар
- Старший лейтенант Олександр Мальцев, постійний кореспондент